# Promachus
Promachus ("die voorgaat in de strijd") is een naam uit de Griekse mythologie en kan op verschillende personen slaan:
- Een van de Epigoni. Hij was een zoon van Parthenopaeus.[1]

- Een zoon van Aeson. Hij werd gedood door Pelias.[2]

- En zoon van Alegenor, een Boeotiër die vocht in de Trojaanse Oorlog.[3]

- Een zoon van Herakles en Psophis, en broer van Echepron.[4]

- De naam Promachus komt ook voor als bijnaam voor Herakles[5] en Hermes.[6] Hij betekent zoiets als "de kampioen".

- Een van de vrijers van Penelope uit Ithaka.[7]